# جوليا إليترا جوريتي
جوليا إليترا جوريتي هي ممثلة إيطالية ولدت في 29 سبتمبر 1988 في روما لأب إيطالي وأم ألمانية-برتغالية.في سن 12 انضمت لفريق الجمباز الإيقاعي الإيطالي لكنها تركته بسبب الإصابة.